# ATP World Tour 2016

Das Logo der ATP Tour 2016

Die ATP World Tour 2016 war die höchste Wettbewerbsserie im männlichen Profitennis im Jahr 2016 und wurde von der ATP organisiert. Sie bestand aus den vier Grand-Slam-Turnieren (von der ITF betreut) sowie aus den ATP World Tour Masters 1000, der ATP World Tour 500 und der ATP World Tour 250 in absteigender Bedeutung. Darüber hinaus gehörten die ATP Finals, der Davis Cup sowie der Hopman Cup dazu. Letztere beiden wurden wie die Grand-Slam-Turniere von der ITF organisiert. Der Hopman Cup schüttete als einziges Turnier keine Punkte für die Weltrangliste aus. Die Sieger der Mixedkonkurrenz werden bei den Grand-Slam-Turnieren ebenfalls mitaufgeführt.
Das im Vorjahr zu einem 250er-Turnier abgestufte Turnier in Valencia wurde nicht mehr ausgetragen und durch das erstmals seit 1998 wieder veranstaltete Turnier in Antwerpen ersetzt.

## Übersicht
2016 wurden insgesamt 66 Turniere in 32 Ländern auf sechs Kontinenten ausgetragen. Dabei nicht berücksichtigt sind die vier Grand-Slam-Turniere und der Davis Cup; sie wurden von der ITF veranstaltet und waren nicht Bestandteil der ATP World Tour. Genauso wenig wie die Olympischen Spiele, ebenfalls von der ITF organisiert.
| Anzahl der Turniere nach Turnierserie |
| ------------------------------------- |
| 4 Grand-Slam-Turniere                 |
| ATP Finals Next Generation ATP Finals |
| 9 ATP Tour Masters 1000               |
| 13 ATP Tour 500                       |
| 39 ATP Tour 250                       |
| Davis Cup                             |
| Teamwettbewerbe                       |

## Turnierplan

### Januar
| Datum  | Turnier | Sieger                       | Finalgegner                       | Ergebnis         |
| ------ | --- | ---------------------------- | --------------------------------- | ---------------- |
| 04.01. | Hopman Cup Perth, Australien Hartplatz (Halle) 8 MX                                                         | Australien grün              | Ukraine                           | 2:0              |
| 04.01. | Brisbane International Brisbane, Australien ATP World Tour 250 – Hartplatz 28E / 16D – $404.780 / $461.330  | Milos Raonic                 | Roger Federer                     | 6:4, 6:4         |
| 04.01. | Brisbane International Brisbane, Australien ATP World Tour 250 – Hartplatz 28E / 16D – $404.780 / $461.330  | Henri Kontinen John Peers    | James Duckworth Chris Guccione    | 7:64, 6:1        |
| 04.01. | Aircel Chennai Open Chennai, Indien ATP World Tour 250 – Hartplatz 28E / 16D – $425.535 / $482.085          | Stan Wawrinka                | Borna Ćorić                       | 6:3, 7:5         |
| 04.01. | Aircel Chennai Open Chennai, Indien ATP World Tour 250 – Hartplatz 28E / 16D – $425.535 / $482.085          | Oliver Marach Fabrice Martin | Austin Krajicek Benoît Paire      | 6:3, 7:5         |
| 04.01. | Qatar ExxonMobil Open Doha, Katar ATP World Tour 250 – Hartplatz 32E / 16D – $1.189.605 / $1.283.855        | Novak Đoković                | Rafael Nadal                      | 6:1, 6:2         |
| 04.01. | Qatar ExxonMobil Open Doha, Katar ATP World Tour 250 – Hartplatz 32E / 16D – $1.189.605 / $1.283.855        | Feliciano López Marc López   | Philipp Petzschner Alexander Peya | 6:4, 6:3         |
| 11.01. | ASB Classic Auckland, Neuseeland ATP World Tour 250 – Hartplatz 28E / 16D – $463.520 / $520.070             | Roberto Bautista Agut        | Jack Sock                         | 6:1, 1:0 Aufgabe |
| 11.01. | ASB Classic Auckland, Neuseeland ATP World Tour 250 – Hartplatz 28E / 16D – $463.520 / $520.070             | Mate Pavić Michael Venus     | Eric Butorac Scott Lipsky         | 7:5, 6:4         |
| 11.01. | Apia International Sydney Sydney, Australien ATP World Tour 250 – Hartplatz 28E / 16D – $404.780 / $461.330 | Viktor Troicki               | Grigor Dimitrow                   | 2:6, 6:1, 7:67   |
| 11.01. | Apia International Sydney Sydney, Australien ATP World Tour 250 – Hartplatz 28E / 16D – $404.780 / $461.330 | Jamie Murray Bruno Soares    | Rohan Bopanna Florin Mergea       | 6:3, 7:66        |
| 18.01. | Australian Open Melbourne, Australien Grand Slam – Hartplatz 128E / 64D / 32MX – A$19.703.000               | Novak Đoković                | Andy Murray                       | 6:1, 7:5, 7:63   |
| 18.01. | Australian Open Melbourne, Australien Grand Slam – Hartplatz 128E / 64D / 32MX – A$19.703.000               | Jamie Murray Bruno Soares    | Daniel Nestor Radek Štěpánek      | 2:6, 6:4, 7:5    |
| 18.01. | Australian Open Melbourne, Australien Grand Slam – Hartplatz 128E / 64D / 32MX – A$19.703.000               | Jelena Wesnina Bruno Soares  | Coco Vandeweghe Horia Tecău       | 6:4, 4:6, [10:5] |

### Februar
| Datum  | Turnier | Sieger                                | Finalgegner                       | Ergebnis           |
| ------ | --- | ------------------------------------- | --------------------------------- | ------------------ |
| 01.02. | Open Sud de France Montpellier, Frankreich ATP World Tour 250 – Hartplatz (Halle) 28E / 16D – €463.520 / €520.070                           | Richard Gasquet                       | Paul-Henri Mathieu                | 7:5, 6:4           |
| 01.02. | Open Sud de France Montpellier, Frankreich ATP World Tour 250 – Hartplatz (Halle) 28E / 16D – €463.520 / €520.070                           | Mate Pavić Michael Venus              | Alexander Zverev Mischa Zverev    | 7:5, 7:64          |
| 01.02. | Garanti Koza Sofia Open Sofia, Bulgarien ATP World Tour 250 – Hartplatz (Halle) 28E / 16D – €463.520 / €520.070                             | Roberto Bautista Agut                 | Viktor Troicki                    | 6:3, 6:4           |
| 01.02. | Garanti Koza Sofia Open Sofia, Bulgarien ATP World Tour 250 – Hartplatz (Halle) 28E / 16D – €463.520 / €520.070                             | Wesley Koolhof Matwé Middelkoop       | Philipp Oswald Adil Shamasdin     | 5:7, 7:69, [10:6]  |
| 01.02. | Ecuador Open Quito Quito, Ecuador ATP World Tour 250 – Sand 28E / 16D – $463.520 / $520.070                                                 | Víctor Estrella                       | Thomaz Bellucci                   | 4:6, 7:65, 6:2     |
| 01.02. | Ecuador Open Quito Quito, Ecuador ATP World Tour 250 – Sand 28E / 16D – $463.520 / $520.070                                                 | Pablo Carreño Busta Guillermo Durán   | Thomaz Bellucci Marcelo Demoliner | 7:5, 6:4           |
| 08.02. | ABN AMRO World Tennis Tournament Rotterdam, Niederlande ATP World Tour 500 – Hartplatz (Halle) 32E / 16D – €1.597.155 / €1.722.820          | Martin Kližan                         | Gaël Monfils                      | 6:71, 6:3, 6:1     |
| 08.02. | ABN AMRO World Tennis Tournament Rotterdam, Niederlande ATP World Tour 500 – Hartplatz (Halle) 32E / 16D – €1.597.155 / €1.722.820          | Nicolas Mahut Vasek Pospisil          | Philipp Petzschner Alexander Peya | 7:62, 6:4          |
| 08.02. | Memphis Open Memphis, Vereinigte Staaten ATP World Tour 250 – Hartplatz (Halle) 28E / 16D – $618.030 / $693.425                             | Kei Nishikori                         | Taylor Harry Fritz                | 6:4, 6:4           |
| 08.02. | Memphis Open Memphis, Vereinigte Staaten ATP World Tour 250 – Hartplatz (Halle) 28E / 16D – $618.030 / $693.425                             | Mariusz Fyrstenberg Santiago González | Steve Johnson Sam Querrey         | 6:4, 6:4           |
| 08.02. | Argentina Open Buenos Aires, Argentinien ATP World Tour 250 – Sand 28E / 16D – $523.470 / $598.865                                          | Dominic Thiem                         | Nicolás Almagro                   | 7:62, 3:6, 7:64    |
| 08.02. | Argentina Open Buenos Aires, Argentinien ATP World Tour 250 – Sand 28E / 16D – $523.470 / $598.865                                          | Juan Sebastián Cabal Robert Farah     | Íñigo Cervantes Paolo Lorenzi     | 6:3, 6:0           |
| 15.02. | Rio Open Rio de Janeiro, Brasilien ATP World Tour 500 – Sand 32E / 16 D – $1.333.085 / $1.471.315                                           | Pablo Cuevas                          | Guido Pella                       | 6:4, 6:75, 6:4     |
| 15.02. | Rio Open Rio de Janeiro, Brasilien ATP World Tour 500 – Sand 32E / 16 D – $1.333.085 / $1.471.315                                           | Juan Sebastián Cabal Robert Farah     | Pablo Carreño Busta David Marrero | 7:65, 6:1          |
| 15.02. | Delray Beach Open Delray Beach, Vereinigte Staaten ATP World Tour 250 – Hartplatz 32E / 16D – $514.065 / $576.900                           | Sam Querrey                           | Rajeev Ram                        | 6:4, 7:66          |
| 15.02. | Delray Beach Open Delray Beach, Vereinigte Staaten ATP World Tour 250 – Hartplatz 32E / 16D – $514.065 / $576.900                           | Oliver Marach Fabrice Martin          | Bob Bryan Mike Bryan              | 3:6, 7:67, [13:11] |
| 15.02. | Open 13 Marseille, Frankreich ATP World Tour 250 – Hartplatz (Halle) 28E / 16D – €596.790 / €665.910                                        | Nick Kyrgios                          | Marin Čilić                       | 6:2, 7:63          |
| 15.02. | Open 13 Marseille, Frankreich ATP World Tour 250 – Hartplatz (Halle) 28E / 16D – €596.790 / €665.910                                        | Mate Pavić Michael Venus              | Jonathan Erlich Colin Fleming     | 6:2, 6:3           |
| 22.02. | Abierto Mexicano Telcel Acapulco, Mexiko ATP World Tour 500 – Hartplatz 32E / 16D – $1.413.600 / $1.551.830                                 | Dominic Thiem                         | Bernard Tomic                     | 7:66, 4:6, 6:3     |
| 22.02. | Abierto Mexicano Telcel Acapulco, Mexiko ATP World Tour 500 – Hartplatz 32E / 16D – $1.413.600 / $1.551.830                                 | Treat Huey Maks Mirny                 | Philipp Petzschner Alexander Peya | 7:65, 6:3          |
| 22.02. | Dubai Duty Free Tennis Championships Dubai, Vereinigte Arabische Emirate ATP World Tour 500 – Hartplatz 32E / 16D – $2.249.215 / $2.674.445 | Stan Wawrinka                         | Marcos Baghdatis                  | 6:4, 7:613         |
| 22.02. | Dubai Duty Free Tennis Championships Dubai, Vereinigte Arabische Emirate ATP World Tour 500 – Hartplatz 32E / 16D – $2.249.215 / $2.674.445 | Simone Bolelli Andreas Seppi          | Feliciano López Marc López        | 6:2, 3:6, [14:12]  |
| 22.02. | Brasil Open São Paulo, Brasilien ATP World Tour 250 – Sand 28E / 16D – $436.220 / $499.055                                                  | Pablo Cuevas                          | Pablo Carreño Busta               | 7:64, 6:3          |
| 22.02. | Brasil Open São Paulo, Brasilien ATP World Tour 250 – Sand 28E / 16D – $436.220 / $499.055                                                  | Julio Peralta Horacio Zeballos        | Pablo Carreño Busta David Marrero | 4:6, 6:1, [10:5]   |

### März
| 04.03. | Davis Cup – Erste Runde                                                                                                   | Davis Cup – Erste Runde             | Davis Cup – Erste Runde  | Davis Cup – Erste Runde | Davis Cup – Erste Runde | Davis Cup – Erste Runde | Davis Cup – Erste Runde |
| 07.03. | BNP Paribas Open Indian Wells, Vereinigte Staaten World Tour Masters 1000 – Hartplatz 96E / 32D – $6.134.605 / $7.037.595 | Novak Đoković                       | Milos Raonic             | 6:2, 6:0                |                         |                         |                         |
| 07.03. | BNP Paribas Open Indian Wells, Vereinigte Staaten World Tour Masters 1000 – Hartplatz 96E / 32D – $6.134.605 / $7.037.595 | Pierre-Hugues Herbert Nicolas Mahut | Vasek Pospisil Jack Sock | 6:3, 7:65               |                         |                         |                         |
| 21.03. | Miami Open Miami, Vereinigte Staaten World Tour Masters 1000 – Hartplatz 96E / 32D – $6.134.605 / $7.037.595              | Novak Đoković                       | Kei Nishikori            | 6:3, 6:3                |                         |                         |                         |
| 21.03. | Miami Open Miami, Vereinigte Staaten World Tour Masters 1000 – Hartplatz 96E / 32D – $6.134.605 / $7.037.595              | Pierre-Hugues Herbert Nicolas Mahut | Raven Klaasen Rajeev Ram | 5:7, 6:1, [10:7]        |                         |                         |                         |

### April
| Datum  | Turnier | Sieger                              | Finalgegner                         | Ergebnis         |
| ------ | --- | ----------------------------------- | ----------------------------------- | ---------------- |
| 04.04. | Grand Prix Hassan II Marrakesch, Marokko ATP World Tour 250 – Sand 28E / 16D – €463.520 / €520.070                     | Federico Delbonis                   | Borna Ćorić                         | 6:2, 6:4         |
| 04.04. | Grand Prix Hassan II Marrakesch, Marokko ATP World Tour 250 – Sand 28E / 16D – €463.520 / €520.070                     | Guillermo Durán Máximo González     | Marin Draganja Aisam-ul-Haq Qureshi | 6:2, 3:6, [10:6] |
| 04.04. | US Men’s Clay Court Championship Houston, Vereinigte Staaten ATP World Tour 250 – Sand 28E / 16D – $515.025 / $577.860 | Juan Mónaco                         | Jack Sock                           | 3:6, 6:3, 7:5    |
| 04.04. | US Men’s Clay Court Championship Houston, Vereinigte Staaten ATP World Tour 250 – Sand 28E / 16D – $515.025 / $577.860 | Bob Bryan Mike Bryan                | Víctor Estrella Santiago González   | 4:6, 6:3, [10:8] |
| 11.04. | Monte-Carlo Rolex Masters Monte-Carlo, Monaco ATP World Tour Masters 1000 – Sand 56E / 24D – €3.748.925 / €4.094.505   | Rafael Nadal                        | Gaël Monfils                        | 7:5, 5:7, 6:0    |
| 11.04. | Monte-Carlo Rolex Masters Monte-Carlo, Monaco ATP World Tour Masters 1000 – Sand 56E / 24D – €3.748.925 / €4.094.505   | Pierre-Hugues Herbert Nicolas Mahut | Jamie Murray Bruno Soares           | 4:6, 6:0, [10:6] |
| 18.04. | Barcelona Open Banc Sabadell Barcelona, Spanien ATP World Tour 500 – Sand 48E / 16D – €2.152.690 / €2.428.355          | Rafael Nadal                        | Kei Nishikori                       | 6:4, 7:5         |
| 18.04. | Barcelona Open Banc Sabadell Barcelona, Spanien ATP World Tour 500 – Sand 48E / 16D – €2.152.690 / €2.428.355          | Bob Bryan Mike Bryan                | Pablo Cuevas Marcel Granollers      | 7:5, 7:5         |
| 18.04. | BRD Năstase Țiriac Trophy Bukarest, Rumänien ATP World Tour 250 – Sand 28E / 16D – €463.520 / €520.070                 | Fernando Verdasco                   | Lucas Pouille                       | 6:3, 6:2         |
| 18.04. | BRD Năstase Țiriac Trophy Bukarest, Rumänien ATP World Tour 250 – Sand 28E / 16D – €463.520 / €520.070                 | Florin Mergea Horia Tecău           | Chris Guccione André Sá             | 7:5, 6:4         |
| 25.04. | Millennium Estoril Open Estoril, Portugal ATP World Tour 250 – Sand 28E / 16D – €463.520 / €520.070                    | Nicolás Almagro                     | Pablo Carreño Busta                 | 7:66, 6:75, 6:3  |
| 25.04. | Millennium Estoril Open Estoril, Portugal ATP World Tour 250 – Sand 28E / 16D – €463.520 / €520.070                    | Eric Butorac Scott Lipsky           | Łukasz Kubot Marcin Matkowski       | 6:4, 3:6, [10:8] |
| 25.04. | TEB BNP Paribas Istanbul Open Istanbul, Türkei ATP World Tour 250 – Sand 28E / 16D – €426.530 / €483.080               | Diego Schwartzman                   | Grigor Dimitrow                     | 6:75, 7:64, 6:0  |
| 25.04. | TEB BNP Paribas Istanbul Open Istanbul, Türkei ATP World Tour 250 – Sand 28E / 16D – €426.530 / €483.080               | Flavio Cipolla Dudi Sela            | Andrés Molteni Diego Schwartzman    | 6:3, 5:7, [10:7] |
| 25.04. | BMW Open München, Deutschland ATP World Tour 250 – Sand 28E / 16D – €463.520 / €520.070                                | Philipp Kohlschreiber               | Dominic Thiem                       | 7:67, 4:6, 7:64  |
| 25.04. | BMW Open München, Deutschland ATP World Tour 250 – Sand 28E / 16D – €463.520 / €520.070                                | Henri Kontinen John Peers           | Juan Sebastián Cabal Robert Farah   | 6:3, 3:6, [10:7] |

### Mai
| Datum  | Turnier | Sieger                            | Finalgegner                 | Ergebnis           |
| ------ | --- | --------------------------------- | --------------------------- | ------------------ |
| 02.05. | Mutua Madrid Open Madrid, Spanien ATP World Tour Masters 1000 – Sand 56E / 24D – €4.771.360 / €5.719.660        | Novak Đoković                     | Andy Murray                 | 6:2, 3:6, 6:3      |
| 02.05. | Mutua Madrid Open Madrid, Spanien ATP World Tour Masters 1000 – Sand 56E / 24D – €4.771.360 / €5.719.660        | Jean-Julien Rojer Horia Tecău     | Rohan Bopanna Florin Mergea | 6:4, 7:65          |
| 09.05. | Internazionali BNL d’Italia Rom, Italien ATP World Tour Masters 1000 – Sand 56E / 24D – €3.748.925 / €4.300.755 | Andy Murray                       | Novak Đoković               | 6:3, 6:3           |
| 09.05. | Internazionali BNL d’Italia Rom, Italien ATP World Tour Masters 1000 – Sand 56E / 24D – €3.748.925 / €4.300.755 | Bob Bryan Mike Bryan              | Vasek Pospisil Jack Sock    | 2:6, 6:3, [10:7]   |
| 16.05. | Banque Eric Sturdza Geneva Open Genf, Schweiz ATP World Tour 250 – Sand 28E / 16D – €499.645 / €556.195         | Stan Wawrinka                     | Marin Čilić                 | 6:4, 7:611         |
| 16.05. | Banque Eric Sturdza Geneva Open Genf, Schweiz ATP World Tour 250 – Sand 28E / 16D – €499.645 / €556.195         | Steve Johnson Sam Querrey         | Raven Klaasen Rajeev Ram    | 6:4, 6:1           |
| 16.05. | Open de Nice Côte d’Azur Nizza, Frankreich ATP World Tour 250 – Sand 28E / 16D – €463.520 / €520.070            | Dominic Thiem                     | Alexander Zverev            | 6:4, 3:6, 6:0      |
| 16.05. | Open de Nice Côte d’Azur Nizza, Frankreich ATP World Tour 250 – Sand 28E / 16D – €463.520 / €520.070            | Juan Sebastián Cabal Robert Farah | Mate Pavić Michael Venus    | 4:6, 6:4, [10:8]   |
| 23.05. | Roland Garros Paris, Frankreich Grand Slam – Sand 128E / 64D / 32MX – €32.017.500                               | Novak Đoković                     | Andy Murray                 | 3:6, 6:1, 6:2, 6:4 |
| 23.05. | Roland Garros Paris, Frankreich Grand Slam – Sand 128E / 64D / 32MX – €32.017.500                               | Feliciano López Marc López        | Bob Bryan Mike Bryan        | 6:4, 6:76, 6:3     |
| 23.05. | Roland Garros Paris, Frankreich Grand Slam – Sand 128E / 64D / 32MX – €32.017.500                               | Martina Hingis Leander Paes       | Sania Mirza Ivan Dodig      | 4:6, 6:4, [10:8]   |

### Juni
| Datum  | Turnier | Sieger                              | Finalgegner                             | Ergebnis          |
| ------ | --- | ----------------------------------- | --------------------------------------- | ----------------- |
| 06.06. | Ricoh Open ’s-Hertogenbosch, Niederlande ATP World Tour 250 – Rasen 28E / 16D – €566.525 / €635.645                 | Nicolas Mahut                       | Gilles Müller                           | 6:4, 6:4          |
| 06.06. | Ricoh Open ’s-Hertogenbosch, Niederlande ATP World Tour 250 – Rasen 28E / 16D – €566.525 / €635.645                 | Mate Pavić Michael Venus            | Dominic Inglot Raven Klaasen            | 3:6, 6:3, [11:9]  |
| 06.06. | MercedesCup Stuttgart, Deutschland ATP World Tour 250 – Rasen 28E / 16D – €606.525 / €675.645                       | Dominic Thiem                       | Philipp Kohlschreiber                   | 6:72, 6:4, 6:4    |
| 06.06. | MercedesCup Stuttgart, Deutschland ATP World Tour 250 – Rasen 28E / 16D – €606.525 / €675.645                       | Marcus Daniell Artem Sitak          | Oliver Marach Fabrice Martin            | 6:74, 6:4, [10:8] |
| 13.06. | Gerry Weber Open Halle, Deutschland ATP World Tour 500 – Rasen 32E / 16D – €1.700.610 / €1.826.275                  | Florian Mayer                       | Alexander Zverev                        | 6:2, 5:7, 6:3     |
| 13.06. | Gerry Weber Open Halle, Deutschland ATP World Tour 500 – Rasen 32E / 16D – €1.700.610 / €1.826.275                  | Raven Klaasen Rajeev Ram            | Łukasz Kubot Alexander Peya             | 7:65, 6:2         |
| 13.06. | AEGON Championships London, Vereinigtes Königreich ATP World Tour 500 – Rasen 32E / 16D – €1.802.945 / €1.928.610   | Andy Murray                         | Milos Raonic                            | 6:75, 6:4, 6:3    |
| 13.06. | AEGON Championships London, Vereinigtes Königreich ATP World Tour 500 – Rasen 32E / 16D – €1.802.945 / €1.928.610   | Pierre-Hugues Herbert Nicolas Mahut | Chris Guccione André Sá                 | 6:3, 7:65         |
| 20.06. | AEGON Open Nottingham Nottingham, Vereinigtes Königreich ATP World Tour 250 – Rasen 48E / 16D – €648.255 / €704.805 | Steve Johnson                       | Pablo Cuevas                            | 7:65, 7:5         |
| 20.06. | AEGON Open Nottingham Nottingham, Vereinigtes Königreich ATP World Tour 250 – Rasen 48E / 16D – €648.255 / €704.805 | Dominic Inglot Daniel Nestor        | Ivan Dodig Marcelo Melo                 | 7:5, 7:64         |
| 27.06. | Wimbledon London, Vereinigtes Königreich Grand Slam – Rasen 128E / 64D / 48MX – £28.100.000                         | Andy Murray                         | Milos Raonic                            | 6:4, 7:63, 7:62   |
| 27.06. | Wimbledon London, Vereinigtes Königreich Grand Slam – Rasen 128E / 64D / 48MX – £28.100.000                         | Pierre-Hugues Herbert Nicolas Mahut | Julien Benneteau Édouard Roger-Vasselin | 6:4, 7:61, 6:3    |
| 27.06. | Wimbledon London, Vereinigtes Königreich Grand Slam – Rasen 128E / 64D / 48MX – £28.100.000                         | Heather Watson Henri Kontinen       | Anna-Lena Grönefeld Robert Farah        | 7:65, 6:4         |

### Juli
| Datum  | Turnier | Sieger                               | Finalgegner                        | Ergebnis                  |
| ------ | --- | ------------------------------------ | ---------------------------------- | ------------------------- |
| 11.07. | Davis Cup – Viertelfinale                                                                                                | Davis Cup – Viertelfinale            | Davis Cup – Viertelfinale          | Davis Cup – Viertelfinale |
| 11.07. | German Tennis Championships Hamburg, Deutschland ATP World Tour 500 – Sand 32E / 16D – €1.388.830 / €1.514.495           | Martin Kližan                        | Pablo Cuevas                       | 6:1, 6:4                  |
| 11.07. | German Tennis Championships Hamburg, Deutschland ATP World Tour 500 – Sand 32E / 16D – €1.388.830 / €1.514.495           | Henri Kontinen John Peers            | Daniel Nestor Aisam-ul-Haq Qureshi | 7:5, 6:3                  |
| 11.07. | SkiStar Swedish Open Båstad, Schweden ATP World Tour 250 – Sand 28E / 16D – €463.520 / €520.070                          | Albert Ramos Viñolas                 | Fernando Verdasco                  | 6:3, 6:4                  |
| 11.07. | SkiStar Swedish Open Båstad, Schweden ATP World Tour 250 – Sand 28E / 16D – €463.520 / €520.070                          | Marcel Granollers David Marrero      | Marcus Daniell Marcelo Demoliner   | 6:2, 6:3                  |
| 11.07. | Hall of Fame Tennis Championships Newport, Vereinigte Staaten ATP World Tour 250 – Rasen 28E / 16D – $515.025 / $577.860 | Ivo Karlović                         | Gilles Müller                      | 6:72, 7:65, 7:612         |
| 11.07. | Hall of Fame Tennis Championships Newport, Vereinigte Staaten ATP World Tour 250 – Rasen 28E / 16D – $515.025 / $577.860 | Samuel Groth Chris Guccione          | Jonathan Marray Adil Shamasdin     | 6:4, 6:3                  |
| 18.07. | Citi Open Washington, Vereinigte Staaten ATP World Tour 500 – Hartplatz 48E / 16D – $1.629.475 / $1.877.705              | Gaël Monfils                         | Ivo Karlović                       | 5:7, 7:66, 6:4            |
| 18.07. | Citi Open Washington, Vereinigte Staaten ATP World Tour 500 – Hartplatz 48E / 16D – $1.629.475 / $1.877.705              | Daniel Nestor Édouard Roger-Vasselin | Łukasz Kubot Alexander Peya        | 7:63, 7:64                |
| 18.07. | Swiss Open Gstaad Gstaad, Schweiz ATP World Tour 250 – Sand 28E / 16D – €463.520 / €520.070                              | Feliciano López                      | Robin Haase                        | 6:4, 7:5                  |
| 18.07. | Swiss Open Gstaad Gstaad, Schweiz ATP World Tour 250 – Sand 28E / 16D – €463.520 / €520.070                              | Julio Peralta Horacio Zeballos       | Mate Pavić Michael Venus           | 7:62, 6:2                 |
| 18.07. | Generali Open Kitzbühel, Österreich ATP World Tour 250 – Sand 28E / 16D – €463.520 / €520.070                            | Paolo Lorenzi                        | Nikolos Bassilaschwili             | 6:3, 6:4                  |
| 18.07. | Generali Open Kitzbühel, Österreich ATP World Tour 250 – Sand 28E / 16D – €463.520 / €520.070                            | Wesley Koolhof Matwé Middelkoop      | Dennis Novak Dominic Thiem         | 2:6, 6:3, [11:9]          |
| 18.07. | Konzum Croatia Open Umag Umag, Kroatien ATP World Tour 250 – Sand 28E / 16D – €463.520 / €520.070                        | Fabio Fognini                        | Andrej Martin                      | 6:4, 6:1                  |
| 18.07. | Konzum Croatia Open Umag Umag, Kroatien ATP World Tour 250 – Sand 28E / 16D – €463.520 / €520.070                        | Martin Kližan David Marrero          | Nikola Mektić Antonio Šančić       | 6:4, 6:2                  |
| 25.07. | Rogers Cup Toronto, Kanada ATP World Tour Masters 1000 – Hartplatz 56E / 24D – $4.089.740 / $4.691.730                   | Novak Đoković                        | Kei Nishikori                      | 6:3, 7:5                  |
| 25.07. | Rogers Cup Toronto, Kanada ATP World Tour Masters 1000 – Hartplatz 56E / 24D – $4.089.740 / $4.691.730                   | Ivan Dodig Marcelo Melo              | Jamie Murray Bruno Soares          | 6:4, 6:4                  |

### August
| Datum  | Turnier | Sieger                                | Finalgegner                                | Ergebnis                           |
| ------ | --- | ------------------------------------- | ------------------------------------------ | ---------------------------------- |
| 01.08. | BB&T Atlanta Open Atlanta, Vereinigte Staaten ATP World Tour 250 – Hartplatz 28E / 16D – $618.030 / $693.425                       | Nick Kyrgios                          | John Isner                                 | 7:63, 7:64                         |
| 01.08. | BB&T Atlanta Open Atlanta, Vereinigte Staaten ATP World Tour 250 – Hartplatz 28E / 16D – $618.030 / $693.425                       | Andrés Molteni Horacio Zeballos       | Johan Brunström Andreas Siljeström         | 7:62, 6:4                          |
| 08.08. | Olympische Spiele – Rio de Janeiro                                                                                                 | Olympische Spiele – Rio de Janeiro    | Olympische Spiele – Rio de Janeiro         | Olympische Spiele – Rio de Janeiro |
| 08.08. | Abierto Mexicano Los Cabos Los Cabos, Mexiko ATP World Tour 250 – Hartplatz 28E / 16D – $721.030 / $808.995                        | Ivo Karlović                          | Feliciano López                            | 7:65, 6:2                          |
| 08.08. | Abierto Mexicano Los Cabos Los Cabos, Mexiko ATP World Tour 250 – Hartplatz 28E / 16D – $721.030 / $808.995                        | Purav Raja Divij Sharan               | Jonathan Erlich Ken Skupski                | 7:64, 7:63                         |
| 15.08. | Western & Southern Open Cincinnati, Vereinigte Staaten ATP World Tour Masters 1000 – Hartplatz 56E / 24D – $4.362.385 / $5.004.505 | Marin Čilić                           | Andy Murray                                | 6:4, 7:5                           |
| 15.08. | Western & Southern Open Cincinnati, Vereinigte Staaten ATP World Tour Masters 1000 – Hartplatz 56E / 24D – $4.362.385 / $5.004.505 | Ivan Dodig Marcelo Melo               | Jean-Julien Rojer Horia Tecău              | 7:65, 6:75, [10:6]                 |
| 22.08. | Winston-Salem , Vereinigte Staaten ATP World Tour 250 – Hartplatz 48E / 16D – $639.255 / $720.940                                  | Pablo Carreño Busta                   | Roberto Bautista Agut                      | 6:76, 7:61, 6:4                    |
| 22.08. | Winston-Salem , Vereinigte Staaten ATP World Tour 250 – Hartplatz 48E / 16D – $639.255 / $720.940                                  | Guillermo García López Henri Kontinen | Andre Begemann Leander Paes                | 4:6, 7:66, [10:8]                  |
| 29.08. | US Open New York, Vereinigte Staaten Grand Slam – Hartplatz 128E / 64D / 32MX – $46.300.000                                        | Stan Wawrinka                         | Novak Đoković                              | 6:71, 6:4, 7:5, 6:3                |
| 29.08. | US Open New York, Vereinigte Staaten Grand Slam – Hartplatz 128E / 64D / 32MX – $46.300.000                                        | Jamie Murray Bruno Soares             | Pablo Carreño Busta Guillermo García López | 6:2, 6:3                           |
| 29.08. | US Open New York, Vereinigte Staaten Grand Slam – Hartplatz 128E / 64D / 32MX – $46.300.000                                        | Laura Siegemund Mate Pavić            | Coco Vandeweghe Rajeev Ram                 | 6:4, 6:4                           |

### September
| Datum  | Turnier | Sieger                         | Finalgegner                             | Ergebnis               |
| ------ | --- | ------------------------------ | --------------------------------------- | ---------------------- |
| 12.09. | Davis Cup – Halbfinale                                                                                                | Davis Cup – Halbfinale         | Davis Cup – Halbfinale                  | Davis Cup – Halbfinale |
| 19.09. | Moselle Open Metz, Frankreich ATP World Tour 250 – Hartplatz (Halle) 28E / 16D – €463.520 / €520.070                  | Lucas Pouille                  | Dominic Thiem                           | 7:65, 6:2              |
| 19.09. | Moselle Open Metz, Frankreich ATP World Tour 250 – Hartplatz (Halle) 28E / 16D – €463.520 / €520.070                  | Julio Peralta Horacio Zeballos | Mate Pavić Michael Venus                | 6:3, 7:64              |
| 19.09. | St. Petersburg Open Sankt Petersburg, Russland ATP World Tour 250 – Hartplatz (Halle) 28E / 16D – $923.550 / $986.380 | Alexander Zverev               | Stan Wawrinka                           | 6:2, 3:6, 7:5          |
| 19.09. | St. Petersburg Open Sankt Petersburg, Russland ATP World Tour 250 – Hartplatz (Halle) 28E / 16D – $923.550 / $986.380 | Dominic Inglot Henri Kontinen  | Andre Begemann Leander Paes             | 4:6, 6:3, [12:10]      |
| 26.09. | Shenzhen Open Shenzhen, Volksrepublik China ATP World Tour 250 – Hartplatz 28E / 16D – $641.305 / $704.140            | Tomáš Berdych                  | Richard Gasquet                         | 7:65, 6:72, 6:3        |
| 26.09. | Shenzhen Open Shenzhen, Volksrepublik China ATP World Tour 250 – Hartplatz 28E / 16D – $641.305 / $704.140            | Fabio Fognini Robert Lindstedt | Oliver Marach Fabrice Martin            | 7:64, 6:3              |
| 26.09. | Chengdu Open Chengdu, China ATP World Tour 250 – Hartplatz 28E / 16D – $840.915 / $947.735                            | Karen Chatschanow              | Albert Ramos Viñolas                    | 6:74, 7:63, 6:3        |
| 26.09. | Chengdu Open Chengdu, China ATP World Tour 250 – Hartplatz 28E / 16D – $840.915 / $947.735                            | Raven Klaasen Rajeev Ram       | Pablo Carreño Busta Mariusz Fyrstenberg | 7:62, 7:5              |

### Oktober
| Datum  | Turnier | Sieger                               | Finalgegner                         | Ergebnis          |
| ------ | --- | ------------------------------------ | ----------------------------------- | ----------------- |
| 03.10. | China Open Peking, China ATP World Tour 500 – Hartplatz 32E / 16D – $2.916.550 / $4.164.780                               | Andy Murray                          | Grigor Dimitrow                     | 6:4, 7:62         |
| 03.10. | China Open Peking, China ATP World Tour 500 – Hartplatz 32E / 16D – $2.916.550 / $4.164.780                               | Pablo Carreño Busta Rafael Nadal     | Jack Sock Bernard Tomic             | 6:76, 6:2, [10:8] |
| 03.10. | Rakuten Japan Open Tennis Championships Tokio, Japan ATP World Tour 500 – Hartplatz 32E / 16D – $1.527.715 / $1.665.945   | Nick Kyrgios                         | David Goffin                        | 4:6, 6:3, 7:5     |
| 03.10. | Rakuten Japan Open Tennis Championships Tokio, Japan ATP World Tour 500 – Hartplatz 32E / 16D – $1.527.715 / $1.665.945   | Marcel Granollers Marcin Matkowski   | Raven Klaasen Rajeev Ram            | 6:2, 7:64         |
| 10.10. | Shanghai Rolex Masters Shanghai, China ATP World Tour Masters 1000 – Hartplatz 56E / 24D – $5.452.985 / $7.655.640        | Andy Murray                          | Roberto Bautista Agut               | 7:61, 6:1         |
| 10.10. | Shanghai Rolex Masters Shanghai, China ATP World Tour Masters 1000 – Hartplatz 56E / 24D – $5.452.985 / $7.655.640        | John Isner Jack Sock                 | Henri Kontinen John Peers           | 6:4, 6:4          |
| 17.10. | Kremlin Cup Moskau, Russland ATP World Tour 250 – Hartplatz (Halle) 28E / 16D – $843.825 / $919.220                       | Pablo Carreño Busta                  | Fabio Fognini                       | 4:6, 6:3, 6:2     |
| 17.10. | Kremlin Cup Moskau, Russland ATP World Tour 250 – Hartplatz (Halle) 28E / 16D – $843.825 / $919.220                       | Juan Sebastián Cabal Robert Farah    | Julian Knowle Jürgen Melzer         | 7:5, 4:6, [10:5]  |
| 17.10. | If Stockholm Open Stockholm, Schweden ATP World Tour 250 – Hartplatz (Halle) 28E / 16D – €566.525 / €635.645              | Juan Martín del Potro                | Jack Sock                           | 7:5, 6:1          |
| 17.10. | If Stockholm Open Stockholm, Schweden ATP World Tour 250 – Hartplatz (Halle) 28E / 16D – €566.525 / €635.645              | Elias Ymer Mikael Ymer               | Mate Pavić Michael Venus            | 6:1, 6:1          |
| 17.10. | European Open Antwerpen, Belgien ATP World Tour 250 – Hartplatz (Halle) 28E / 16D – €566.525 / €635.645                   | Richard Gasquet                      | Diego Schwartzman                   | 7:64, 6:1         |
| 17.10. | European Open Antwerpen, Belgien ATP World Tour 250 – Hartplatz (Halle) 28E / 16D – €566.525 / €635.645                   | Daniel Nestor Édouard Roger-Vasselin | Pierre-Hugues Herbert Nicolas Mahut | 6:4, 6:4          |
| 24.10. | Swiss Indoors Basel Basel, Schweiz ATP World Tour 500 – Hartplatz (Halle) 32E / 16D – €1.701.320 / €2.151.985             | Marin Čilić                          | Kei Nishikori                       | 6:1, 7:65         |
| 24.10. | Swiss Indoors Basel Basel, Schweiz ATP World Tour 500 – Hartplatz (Halle) 32E / 16D – €1.701.320 / €2.151.985             | Marcel Granollers Jack Sock          | Robert Lindstedt Michael Venus      | 6:3, 6:4          |
| 24.10. | Erste Bank Open 500 Wien, Österreich ATP World Tour 500 – Hartplatz (Halle) 32E / 16D – €1.884.645 / €2.467.310           | Andy Murray                          | Jo-Wilfried Tsonga                  | 6:3, 7:66         |
| 24.10. | Erste Bank Open 500 Wien, Österreich ATP World Tour 500 – Hartplatz (Halle) 32E / 16D – €1.884.645 / €2.467.310           | Łukasz Kubot Marcelo Melo            | Oliver Marach Fabrice Martin        | 4:6, 6:3, [13:11] |
| 31.10. | BNP Paribas Masters Paris, Frankreich ATP World Tour Masters 1000 – Hartplatz (Halle) 48E / 24D – €3.748.925 / €4.300.755 | Andy Murray                          | John Isner                          | 6:3, 6:74, 6:4    |
| 31.10. | BNP Paribas Masters Paris, Frankreich ATP World Tour Masters 1000 – Hartplatz (Halle) 48E / 24D – €3.748.925 / €4.300.755 | Henri Kontinen John Peers            | Pierre-Hugues Herbert Nicolas Mahut | 6:4, 3:6, [10:6]  |

### November
| Datum  | Turnier | Sieger                    | Finalgegner              | Ergebnis           |
| ------ | --- | ------------------------- | ------------------------ | ------------------ |
| 14.11. | ATP World Tour Finals London, Vereinigtes Königreich ATP World Tour Finals – Hartplatz (Halle) 8E / 8D – $7.500.000 | Andy Murray               | Novak Đoković            | 6:3, 6:4           |
| 14.11. | ATP World Tour Finals London, Vereinigtes Königreich ATP World Tour Finals – Hartplatz (Halle) 8E / 8D – $7.500.000 | Henri Kontinen John Peers | Rajeev Ram Raven Klaasen | 2:6, 6:1, [10:8]   |
| 21.11. | Davis Cup – Finale                                                                                                  | Davis Cup – Finale        | Davis Cup – Finale       | Davis Cup – Finale |

## Rücktritte
Die folgenden Spieler beendeten 2016 ihre Tenniskarriere:
- Lleyton Hewitt – 21. Januar 2016[1]
- Rui Machado – 9. Juni 2016[2]
- Thomas Schoorel – 29. Juni 2016[3]
- Eric Butorac – 1. September 2016[4]
- Julian Reister – 5. Oktober 2016[5]
- Andreas Beck – 17. Oktober 2016[6]
- Jesse Huta Galung – 12. Dezember 2016[7]
- Michael Berrer – 18. Dezember 2016[8]
- Frank Moser – Rückzug vom Profisport[9]
- Alex Kuznetsov – Rücktritt im Herbst[10]